# Катеринчук, Николай Дмитриевич
Никола́й Дми́триевич Катеринчу́к (укр. Микола Дмитрович Катеринчук; родился 19 ноября 1967, село Луговое, Тальменский район, Алтайский край) — украинский юрист и политический деятель. Лидер движения «Европейская платформа для Украины» и партии «Европейская партия Украины» (с 2006).

## Образование
Окончил юридический факультет Киевского университета имени Тараса Шевченко (1993). Кандидат юридических наук (2001).

## Карьера
- В 1984—1985 годах — ученик слесаря-сборщика радиоаппаратуры, регулировщик радиоаппаратуры на заводе «Импульс» в Черкассах.
- В 1985—1987 годах служил в пограничных войсках КГБ СССР. Службу проходил в Керкинском пограничном отряде в КТуркВО на границе с Афганистаном, в том числе в составе мотоманёвренной группы, действовавшей на афганской территории.
- В 1992—1995 годах — юрисконсульт банка «Инко» (Киев).
- В 1995—2002 годах — генеральный директор основанной им в Киеве адвокатской компании «Моор и Кросондович».
- В 2002—2006 годах — народный депутат Верховной рады четвёртого созыва (от избирательного округа № 13 Винницкой области). Член фракции «Наша Украина», заместитель председателя Комитета по вопросам правовой политики.
- В 2004 году отвечал за юридические вопросы во время президентской избирательной кампании Виктора Ющенко. Представлял интересы Ющенко во время рассмотрения в Верховном суде иска о признании недействительными результатов второго тура выборов президента Украины.
- В марте — сентябре 2005 — первый заместитель председателя Государственной налоговой администрации Украины[2][3].
- С 2006 года — народный депутат Украины пятого созыва (от блока «Наша Украина», номер 8 в списке). Член фракции блока «Наша Украина», первый заместитель председателя Комитета по вопросам экономической политики.

Был членом партии Народный союз «Наша Украина» (НСНУ). 13 ноября 2006 года заявил о выходе из партии НСНУ, оставшись в составе парламентской фракции блока «Наша Украина». Это решение было связано со скандалом по поводу регистрации ближайшими сотрудниками депутата Европейской партии Украины, в то время как он сам был членом совета НСНУ и председателем политисполкома НСНУ.
15 декабря 2006 года объявил о создании общественно-политического движения «Европейская платформа для Украины».
Весной 2007 года поддержал роспуск Верховной рады и объявление внеочередных выборов. Европейская партия Украины вошла в избирательный блок «Наша Украина — Народная самооборона», Катеринчук был избран в парламент 6-го созыва под № 5 в списке, став заместителем председателя Комитета по вопросам финансов, банковской деятельности, таможенной и налоговой политики.
На парламентских выборах 2012 года прошёл по мажоритарному округу № 13 в Винницкой области, баллотируясь от партии Всеукраинское объединение «Батькивщина» и набрав 64 % голосов. Глава подкомитета по вопросам административного законодательства комитета ВР по вопросам правовой политики.
В декабре 2013 года провозгласил себя «революционным комендантом» Киева. Представители оппозиционных партий отметили, что не согласовывали кандидатуру Катеринчука на этот пост.
2 апреля 2014 года СМИ сообщили, что по спискам «Европейской партии» Николая Катеринчука на выборах в Киевсовет пойдут люди из команды бывшего городского головы Киева Леонида Черновецкого.
На парламентских выборах 2014 года проиграл выборы по мажоритарному округу № 13 в Винницкой области, набрав 41 % и уступив 3 % самовыдвиженцу Петру Юрчишину.

## Взгляды
Выступает за европейскую интеграцию Украины, включая вступление в НАТО. По его мнению, 

есть два пути в Европу. Первый — ЕС не требует от страны, желающей войти в состав этой организации, стать членом НАТО. Второй путь — благодаря вступлению в НАТО Украина могла бы значительно ускорить вхождение в ЕС, так как согласно стандартам НАТО в стране-претендентке предварительно должны быть проведены демократические реформы (политическая, экономическая, социальная, судебная и т. п.). Кроме того, на эти реформы ещё дают деньги. Это ускорило бы вступление Украины в ЕС. Если мы отказываемся от помощи, должны изыскать собственные ресурсы и возможности. И перестать спорить, насколько выгодно-невыгодно вступление Украины в НАТО и ЕС для России. Все решения в обеих международных организациях принимаются коллегиально. Достаточно одного голоса против — решение не принимается. Если б Украина вступила туда, то стала бы серьёзным лоббистом интересов России.

## Награды
- Награждён орденом «За заслуги» 3-й степени (2007)[7].
- Наградное оружие — пистолет «Форт-9» (13 февраля 2015)[8].